# My Generation (album The Who)
My Generation è il primo album in studio del gruppo inglese The Who, pubblicato nel dicembre 1965 dalla Brunswick Records; in Canada nel 1965 e negli Stati Uniti nel 1966 venne pubblicato con il titolo The Who Sings My Generation dalla Decca Records. La rivista Rolling Stone nel 2012 lo ha inserito al 237º posto della lista dei 500 migliori album e compare anche nella classifica 1001 Albums You Must Hear Before You Die.

## Registrazione
Nel 1965 gli Who avevano reclutato il batterista Keith Moon e assunsero definitivamente il nome dopo essersi chiamati "The Detours" dopo un breve periodo nel quale si erano chiamati "The High Numbers". Le registrazioni dell'album incominciarono nella primavera del 1965, durante il periodo Rhythm and blues del gruppo che per questo realizzò cover di popolari canzoni del genere come I Don't Mind e Please, Please, Please, entrambe di James Brown in aggiunta a composizioni originali di Pete Townshend. Vennero registrate nove tracce ma alcune di esse furono rifiutate dal chitarrista che le incise nuovamente a ottobre.
Come riportato nella nuova edizione Deluxe dell'album I'm a Man venne eliminata dalla versione americana per i suoi espliciti riferimenti sessuali e la versione ivi contenuta di The Kids Are Alright è quella del singolo pubblicato nel Regno Unito nella quale risulta tagliata una breve sezione strumentale prima dell'ultima strofa.
L'album fu registrato subito dopo che i singoli I Can't Explain e Anyway, Anyhow, Anywhere entrarono in classifica, e venne successivamente disconosciuto dal gruppo, che lo indicò come un lavoro fatto troppo in fretta e che non li rappresentava dal punto di vista delle esibizioni dal vivo del periodo. I critici invece lo giudicheranno (soprattutto durante gli anni settanta e gli ottanta) come uno dei migliori album rock di tutti i tempi. Nel 2020 è stato inserito nella lista dei 500 migliori album secondo Rolling Stone alla posizione 190.
L'album è considerato un'importante precursore del genere power pop.

## Copertina
L'edizione pubblicata nel Regno Unito ha in copertina una foto dall'alto dei membri della band che guardano verso la camera fra dei barili di petrolio, con sovraincisi in caratteri rossi e blu il nome della band e il titolo del disco mentre l'edizione americana la foto venne sostituita con una che riprendeva la band sullo sfondo del Big Ben.

## Singoli
Alcune delle canzoni presenti nell'album vennero pubblicate anche come singolo: My Generation precedette l'uscita dell'album e raggiunse la seconda posizione della Official Singles Chart, seguirono poi A Legal Matter, La-La-La Lies e The Kids Are Alright pubblicati come singoli dalla Brunswick dopo che la band aveva iniziato a pubblicare nuovo materiale per la nuova etichetta Reaction nel 1966; questi ultimi singoli non vennero sostenuti dalla band e non raggiunsero il successo commerciale di My Generation o degli altri singoli pubblicati dalla Reaction Records. The Kids Are Alright comunque raggiunse la top ten svedese. My Generation e The Kids Are Alright in particolare divennero nel tempo due delle canzoni maggiormente reinterpretate; mentre My Generation è un pezzo grezzo e aggressivo precursore dei generi heavy metal e punk rock, The Kids Are Alright è una composizione pop più sofisticata con armonie vocali anche se mantiene la struttura delle canzoni della band del periodo; Circles venne rifatta dal noto gruppo britannico Les Fleur de Lys e ricevette un certo successo dopo la pubblicazione all'interno della compilation Nuggets II: Original Artyfacts from the British Empire and Beyond, 1964-1969. Nella versione italiana La-La-La-Lies è stata registrata ed incisa nell'album Per quelli come noi dai Pooh.

## Edizioni estere
In alcuni paesi europei nel 1965 comparve anche in una edizione intitolata The Kids Are Alright; negli Stati Uniti e in Canada l'album venne pubblicato con il titolo The Who Sings My Generation con una diversa copertina e un brano che venne sostituito (Instant Party al posto di I'm a Man); in Argentina venne pubblicato con il titolo The Who Cantan Mi Generación e i titoli delle canzoni vennero tradotti in spagnolo nell'elenco presente sul disco; In Germania nel 1967 ne venne pubblicata una seconda edizione con il titolo The Beat;

## Accoglienza
| Recensione     | Giudizio |
| -------------- | -------- |
| AllMusic       |          |
| OndaRock       |          |
| Piero Scaruffi |          |
| PopMatters     |          |
| Rolling Stone  |          |

Nella sua rubrica sulla rivista Esquire, nel 1967 il critico musicale Robert Christgau definì l'album: «Il rock più duro della storia» e nel 1981 lo incluse, nella versione americana, nella sua "basic record library" (discografia fondamentale). Il giornalista Richie Unterberger lo ha definito in una retrospettiva sulla rivista AllMusic come «the hardest mod pop», ovvero il più duro disco di musica mod mai registrato, aggiungendo che: «All'epoca della sua pubblicazione, conteneva anche le più ferocemente potenti parti di chitarre e batteria mai incise su un disco rock».. Il giornalista Mark Kemp scrisse sulla The Rolling Stone Album Guide del 2004:
Nel 2003 l'album venne posizionato al nº 237 nella classifica della rivista Rolling Stone dei 500 migliori album di sempre e al secondo posto nella classifica dei Greatest guitar album of all time della rivista Mojo; l'anno successivo gli venne assegnato il posto nº 8 dalla rivista Q nella lista dei 50 migliori album britannici di sempre e nel 2006 raggiunse il nº 9 nella classifica della rivista New Musical Express dei 100 migliori album britannici.
La canzone My Generation nel 2004 era al numero 11 della classifica della rivista Rolling Stone delle 500 migliori canzoni di tutti i tempi e nel 2006, The Kids Are Alright venne posizionata al numero 34 nella lista delle 200 migliori canzoni degli anni sessanta del sito web Pitchfork; nel 2009 la versione americana del 1966 dell'album pubblicata negli Stati Uniti è stata inserita nel National Recording Registry della Biblioteca del Congresso in quanto culturalmente significativo e degno di essere conservato e preservato.

## Tracce
My Generation (versione UK)
Testi e musiche di Pete Townshend, tranne se diversamente indicato.
1. Out in the Street – 2:31
2. I Don't Mind – 2:36 (James Brown)
3. The Good's Gone – 4:02
4. La-La-La-Lies – 2:17
5. Much Too Much – 2:47
6. My Generation – 3:18
7. The Kids Are Alright – 3:04
8. Please Please Please – 2:45 (James Brown, Johnny Terry)
9. It's Not True – 2:31
10. I'm a Man – 3:21 (Bo Diddley)
11. A Legal Matter – 2:48
12. The Ox – 3:50 (John Entwistle, Nicky Hopkins, Keith Moon, Pete Townshend)

The Who Sings My Generation (versione USA)la versione americana differisce per il titolo, la copertina e un brano che venne sostituito (Instant Party al posto di I'm a Man)
1. Out in the Street – 2:31
2. I Don't Mind – 2:36
3. The Good's Gone – 4:02
4. La-La-La-Lies – 2:17
5. Much Too Much – 2:47
6. My Generation – 3:18
7. The Kids Are Alright – 3:04
8. Please Please Please – 2:45
9. It's Not True – 2:31
10. The Ox – 3:50
11. A Legal Matter – 2:48
12. Instant Party – 3:05

## Formazione

### Gruppo
- Roger Daltrey - voce
- Pete Townshend - chitarra, voce
- John Entwistle - basso, voce
- Keith Moon - batteria, percussioni

### Altri musicisti
- Nicky Hopkins - pianoforte (tranne I Can't Explain)
- The Ivy League - cori in I Can't Explain e Bald Headed Woman (presente nella Deluxe Edition del 2002)
- Perry Ford - pianoforte in I Can't Explain
- Jimmy Page - chitarra in Bald Headed Woman (presente nella Deluxe Edition del 2002)